# Massachusetts Turnpike
El Massachusetts Turnpike (comúnmente abreviado MassPike o The Pike) es el ramal oriental de 138 millas (222,1 km) de la Interestatal 90. El Turnpike inicia en la parte occidental de Massachusetts en West Stockbridge y se conecta con Berkshire Connector que a su vez forma parte del New York State Thruway. Desde allí, el MassPike se dirige al este, atravesando el estado y pasando por importantes ciudades como Springfield, Worcester y Boston, terminando en el Aeropuerto Internacional Logan en East Boston, donde se interseca con la Ruta 1A. El punto más alto de Turnpike está en el pueblo de Becket a una elevación de 1724 pies (525,5 m) sobre el nivel del mar.